# The Bubble (aflevering 90210)
The Bubble is de vierde aflevering van het eerste seizoen van de televisieserie 90210, die voor het eerst werd uitgezonden op 16 september 2008. Bij de Amerikaanse première werd de aflevering bekeken door 3.335.000 mensen.
De aflevering veroorzaakte veel discussies op het internet, toen werd bekendgemaakt dat in deze aflevering onthuld zou worden wie de moeder van Kelly's zoon Sammy is. Er werd voornamelijk gedacht dat deze Brandon Walsh, Dylan McKay of Steve Sanders is. Toen na de aflevering duidelijk bleek wie de vader is, ontstonden geruchten dat Luke Perry een terugkeer zou maken in de serie. Al een dag na de uitzending van de aflevering bevestigde hij echter niet in 90210 te zullen spelen.

## Verhaal
Wanneer de leraar drama genoodzaakt is zich terug te trekken van het schooltoneelstuk, wordt gevreesd dat deze afgelast zal worden. Tabitha vervangt de leraar echter, maar blijkt geen goede leidster te zijn en zet Annie voor schut. Ondertussen moet Naomi met haar ouders op de foto voor de kerstkaart. Ze weigert echter en legt uit dat haar zus, die momenteel in Parijs is, ook op de foto moet staan. Daarnaast heeft de familie persoonlijke problemen, nadat bekend is geworden dat haar vader Charlie een affaire heeft. Ze is het zat te moeten doen alsof de familie Clark gelukkig is, terwijl niets minder waar is en besluit steun te zoeken bij Ethan.
Ethan is nog steeds verliefd op Annie en zij heeft ook een oogje op hem. Ty vraagt Annie mee uit, maar zij heeft al iets gepland met Ethan. Hiermee verkleint ze niet alleen haar kansen op een relatie met Ty, maar kan ze ook haar nieuwe beste vriendin Naomi razend maken. Zij is namelijk de ex-vriendin van Ethan en is nog niet over hem heen. Ondertussen heeft Dixon ook de nodige problemen wanneer hij per ongeluk de spiegel van een dure auto kapotmaakt. De eigenaar is boos op hem, waarna Dixon hem belooft de reparatie te betalen. Hij vreest dat zijn vader erachter zal komen, aangezien hij dan zijn sleutels zal moeten inleveren.
Na onenigheden met Adrianna, trekt Tabitha zich terug als de lerares toneel. Kelly benadert Brenda als haar vervanging. Ze besluit de taak op zich te nemen en haalt ondertussen herinneringen op met Kelly. Kelly zegt dan ook tegen haar dat Sammy de zoon is van Dylan McKay. Annie probeert het goed te maken met Ty, maar hij is boos door haar omgang met Ethan. Ze weet hem haar te vergeven door hem te zoenen.

## Rolverdeling

### Hoofdrollen
- Rob Estes - Harry Wilson
- Shenae Grimes - Annie Wilson
- Tristan Wilds - Dixon Wilson
- AnnaLynne McCord - Naomi Clark
- Dustin Milligan - Ethan Ward
- Ryan Eggold - Ryan Matthews
- Jessica Stroup - Erin Silver
- Michael Steger - Navid Shirazi
- Lori Loughlin - Debbie Wilson
- Jessica Walter - Tabitha Wilson

### Gastrollen
- Jennie Garth - Kelly Taylor
- Shannen Doherty - Brenda Walsh
- Christina Moore - Tracy Clark
- James Patrick Stuart - Charlie Clark
- Adam Gregory - Ty Collins
- Joe E. Tata - Nat Bussichio
- Jessica Lowndes - Adrianna
- Chandra West - Gail McKinney
- Ryan Doom - Steven
- Drew Tyler Bell

## Soundtrack
- "Disturbia" by Rihanna
- "The Trance" by Headland
- "How Many Ways" by Senor Happy
- "Changes" by Lori Denae
- "Leaving" by Lore Denae
- "Day I Die" by Drug Rug
- "She's New" by Senor Happy
- "Not Nineteen Forever" by The Courteeners
- "Even the Score" by Senor Happy
- "Feel Good About" by Marching Band
- "Don't Believe in Love" by Dido
- "Adventures in Solitude" by The New Pornographers